# Kościół świętego Michała Archanioła w Gnieźnie (Białoruś)
Kościół świętego Michała Archanioła w Gnieźnie – rzymskokatolicki kościół parafialny należący do dekanatu Wołkowysk w diecezji grodzieńskiej na Białorusi. Znajduje się w miasteczku Gniezno, w rejonie wołkowyskim, w obwodzie grodzieńskim.

## Historia
Według lokalnych podań kościół miał zostać założony w 1121 roku, co wiąże się z myleniem białoruskiego miasteczka Gniezno z Gnieznem w Polsce. Kościół jednak pobudowano (możliwie na miejscu drewnianego) w pierwszej połowie XVI wieku dzięki fundacji ówczesnego właściciela Gniezna Jana Szemetowicza i jego żony Elżbiety. W 1524 roku przy już istniejącym drewnianym kościele parafię gnieźnieńską pod wezwaniem Zstąpienia Ducha Świętego, Wniebowzięcia NMP, świętych Michała Archanioła, Jana Chrzciciela oraz Stanisława biskupa erygował (konsekrował w 1527) biskup wileński Jan.
W 1555 roku właścicielem Gniezna został Hieronim Chodkiewicz (1500–1561), aktywny zwolennik reformacji, który razem z żoną Anną z Szemetów w drugiej połowie XVI wieku zamiast kościoła pobudował tu zbór kalwiński. Prawdopodobnie świątynię budowano dość długo, o czym świadczy różnorodna technika murowania. Później zbudowano wieżę-dzwonnicę. Pod koniec pierwszej połowy XVII w. została dobudowana (lub przebudowana) trzecia kondygnacja wieży, o czym świadczy renesansowy typ murowania. Do gotyckiej architektury kościoła dołączono rysy renesansu – wielorakie gzymsy oraz poziome pasy, okna łukowe. W 1643 roku kościół zwrócono katolikom, co potwierdził dekret króla Władysława IV od 21 stycznia 1644 roku. Od tego czasu w tytule świątyni wspomina się tylko św. Michał Archanioł.
Na początku drugiej połowy XVII wieku kościół upiększono trzema wielobarwnymi rzeźbionymi ołtarzami (główny poświęcono 5 września 1660). Podczas wojny polsko-rosyjskiej (1654–1667) kościół został uszkodzony. Według podania, właśnie z tamtych czasów na głównej fasadzie pozostało kamienne jądro oraz odłamek drugiego. Świątynię uszkodzono również podczas wojny północnej (1700–1721). W 1718 roku stare obrazy w ołtarzach zamieniono na nowe: pośrodku nawy głównej rozmieszczono obraz św. Michała Archanioła, u góry – Anioła Stróża; obraz przedstawiający Wniebowzięcie NMP dla nawy bocznej ofiarował ówczesny spadkobierca majątku Leon Romer. W 1728 roku właściciel Gniezna Jan Tropiański znacznie zmienił wygląd kościoła: został przebudowany cokół, wykonano hełm nad wieżą oraz sygnaturkę, zamieniono drewnianą podłogę, jak również 12 drewnianych filarów, które podtrzymywały sufit i in. Pod wieżą Tropiański utworzył kryptę. W północnej części cmentarza kościelnego pobudowano nową plebanię, przy czym gdy kopano fundament, znaleziono kryptę dawniejszego kościoła z czternastoma grobami. W 1787 roku do południowej fasady bocznej dobudowano zakrystię (niezwykłość budowy pozwala przypuszczać, że jest to boczna kruchta).

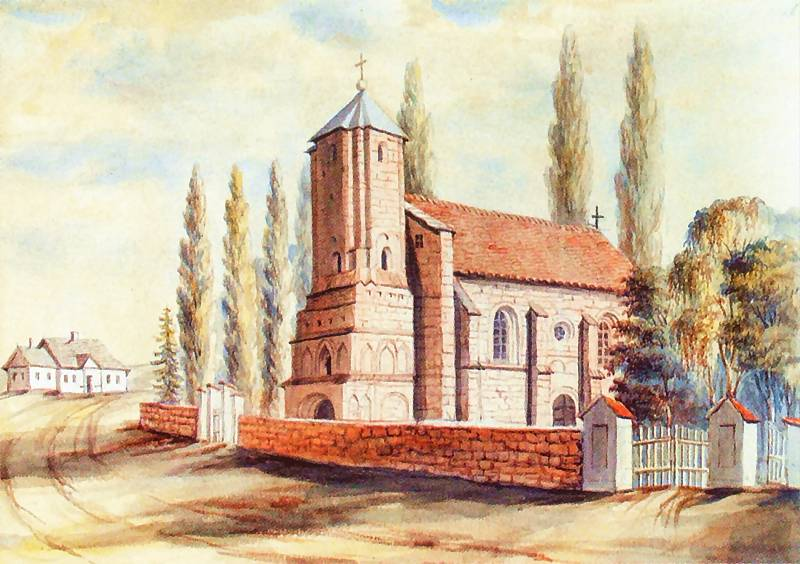
Kościół pw. św. Michała Archanioła w 1877 roku. Napoleon Orda, rysunek podmalowany akwarelą, ze zbiorów Muzeum Narodowego w Krakowie

W następnym wieku świątynia cierpiała z powodu pożarów w 1812 i 1839 roku. Podczas rekonstrukcji 1844 roku po ostatnim pożarze znowu została nadbudowana wieża, rozebrana zakrystia. W 1854 roku została zbudowana nowa drewniana plebania (zniszczona podczas II wojny światowej). W 1876 roku na poprzednim miejscu ponownie dobudowano pięciościenną zakrystię w stylu eklektycznym z cechami modernistycznymi oraz neogotyckimi. Wtedy też stworzono murowany ołtarz główny w stylu neogotyckim.
W latach 1901–1902 powstały murowane ołtarze boczne, drewnianą podłogę zamieniono na ceglaną, dach pokryto płaską dachówką, zamurowano wejście do podziemia, drewniany chór organowy zamieniono na murowany, wzniesiony na dwóch bizantyjskich kolumnach z łukami. W 1911 roku (o czym świadczy data na cegle z prawej strony od wejścia) do wejścia głównego dobudowano kruchtę. Na chórze stały siedmiogłosowe neogotyckie organy, w 1931 roku organy przerobiono na pięciogłosowe.
Kolejna restauracja odbyła się w czasie międzywojennym. W 1925 roku terytorium kościelne otoczono murowanym ogrodzeniem, w latach 1926–1929 kościół pokryto dachówką, wnętrze pobielono, odnowiono bramy muru kościelnego. W latach 1931–1937 pod kierownictwem warszawskiego architekta Tadeusza Plucińskiego odnowiono fasady, zamurowano okno północnej fasady, przebudowano zakrystię i dobudowano czwartą kondygnację wieży-dzwonnicy. Planowano nawet zbudować murowaną plebanię, jednak przeszkodził temu wybuch II wojny światowej w 1939 roku. W tamtych czasach liczba parafian wynosiła 3300 osób.
W latach powojennych (po 1950 roku) historyczny kościół władze komunistyczne zamknęły. Zaczęto wykorzystywać go jako magazyn. Z czasem świątynia zamieniła się w ruiny. Została jednak wpisana na listę pomników architektury. Część inwentarzu kościelnego zachowali parafianie, część – w tym też barokowe rzeźby z ołtarzy – zabrano do mińskiego Muzeum Sztuki (w 1995 roku parafianom zwrócono jedynie ich kopie).
W 1989 roku świątynię zwrócono parafianom, rozpoczęli jej odbudowę. 11 sierpnia 1990 roku biskup Tadeusz Kondrusiewicz rekonsekrował kościół pod historycznym wezwaniem św. Michała.

## Architektura

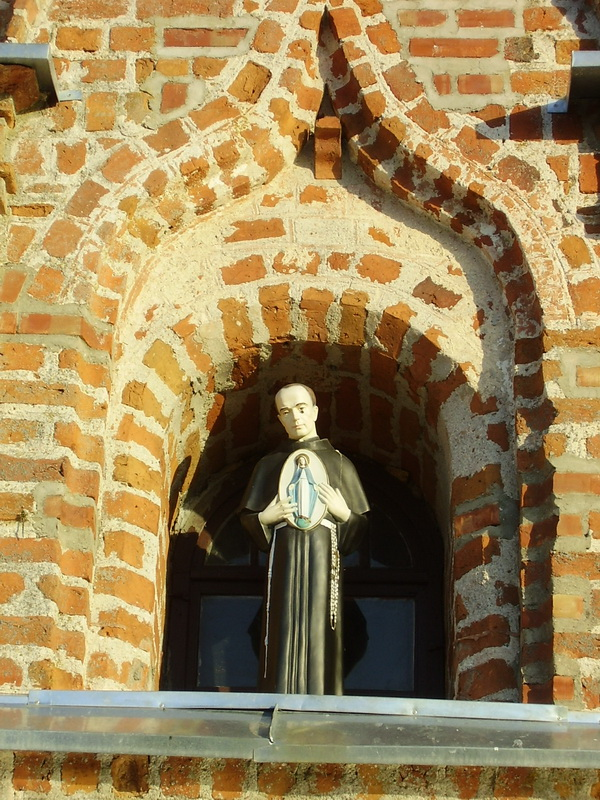
Ostrołukowa nisza

Kościół jest przedstawicielem prawdziwego gotyku (nawet jego ściany są zbudowane zgodnie z techniką murowania gotyckiego). Jest to świątynia jednonawowa, z masywną czworoboczną wieżą o ośmiobocznej wyższej kondygnacji nakrytej dachem namiotowym. Wejście ozdobione jest łukowatym portalem, otoczonym przez ostrołukowe nisze. Nisze ozdabiają też dolne elewacje wieży. Naroża górnej kondygnacji wzmacniają przypory. Potężne, schodkowe przypory wspierają też boczne ściany i prezbiterium.
Wnętrze kościoła (około 21,5x13,5 m) upiększały cztery ołtarze: św. Michała, św. Eustachego, Wniebowzięcia NMP oraz św. Anny. Główny ołtarz przypomina trzyczęściową tryumfalną bramę neogotycką. W środku znajduje się kopia znanego obrazu Rafaela „Madonna Sykstyńska”, w bocznych niszach stoją figury Matki Bożej Niepokalanej, św. Katarzyny, św. Jana Chrzciciela i proroka Mojżesza, w okrągłych obrazach attyki znajdują się wizerunki Ewangelistów. W lewej nawie bocznej znajduje się obraz św. Michała Archanioła z obrazem św. Stanisława Kostki u góry, w prawej zaś – obrazy Ukrzyżowania oraz św. Kazimierza.
Kościół jest otoczony przez kamienny mur z bramą. Na przykościelnym cmentarzu znajdują się nagrobki okolicznych ziemian z XIX i XX wieku, w tym kapliczka grobowa Tarasowiczów. Przy południowej części muru kościelnego pobudowano kaplicę, gdzie chowano członków rodu Kołupajło.

## Galeria

Kościół świętego Michała Archanioła w Gnieźnie
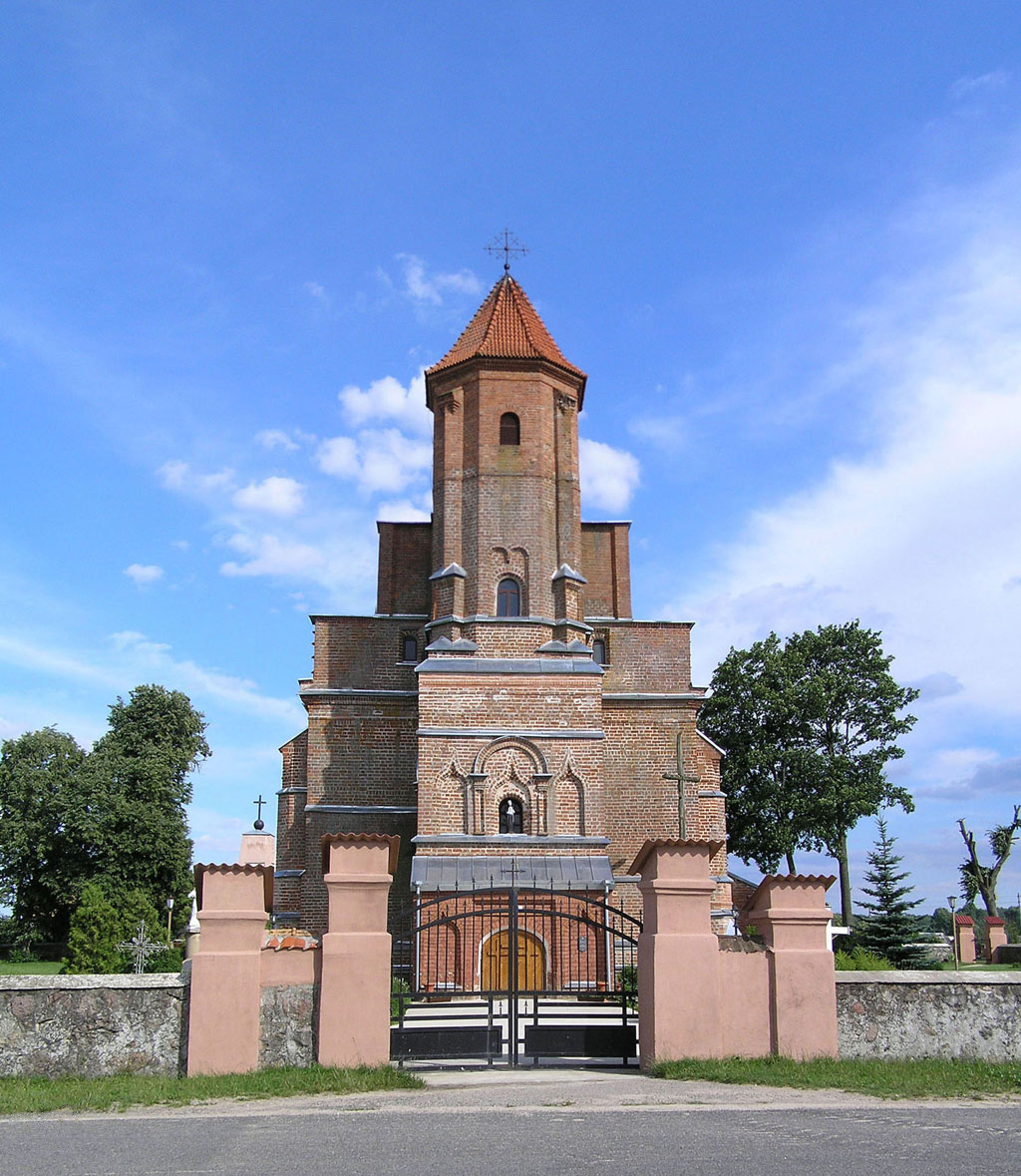
Fasada
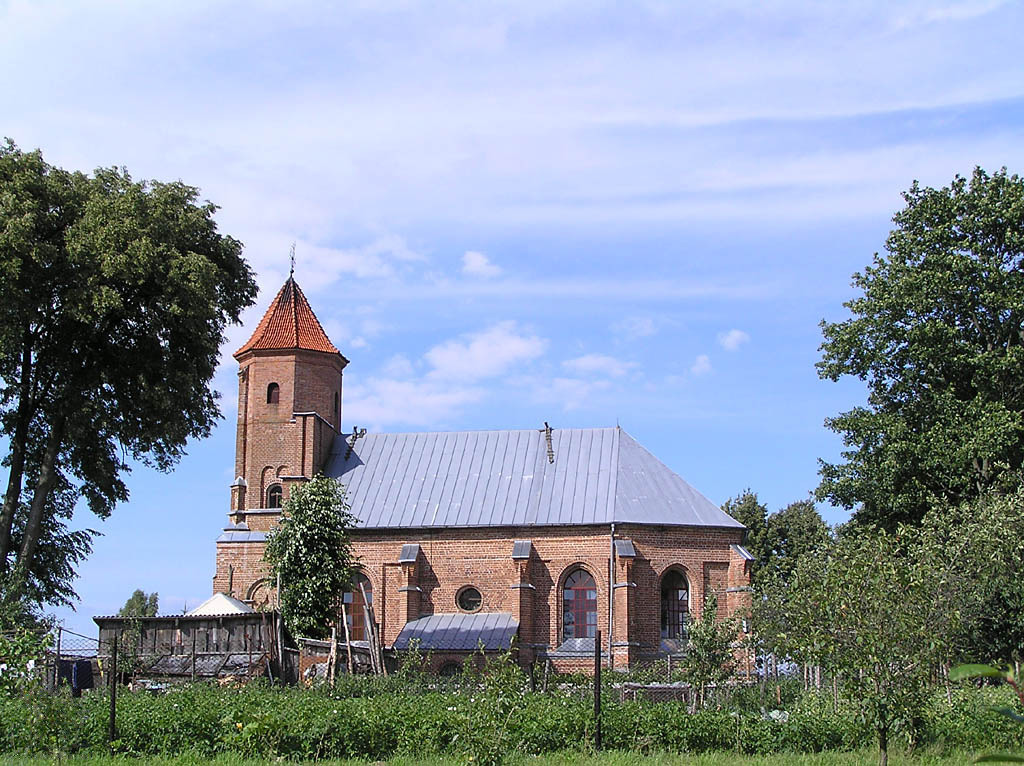
Widok ogólny
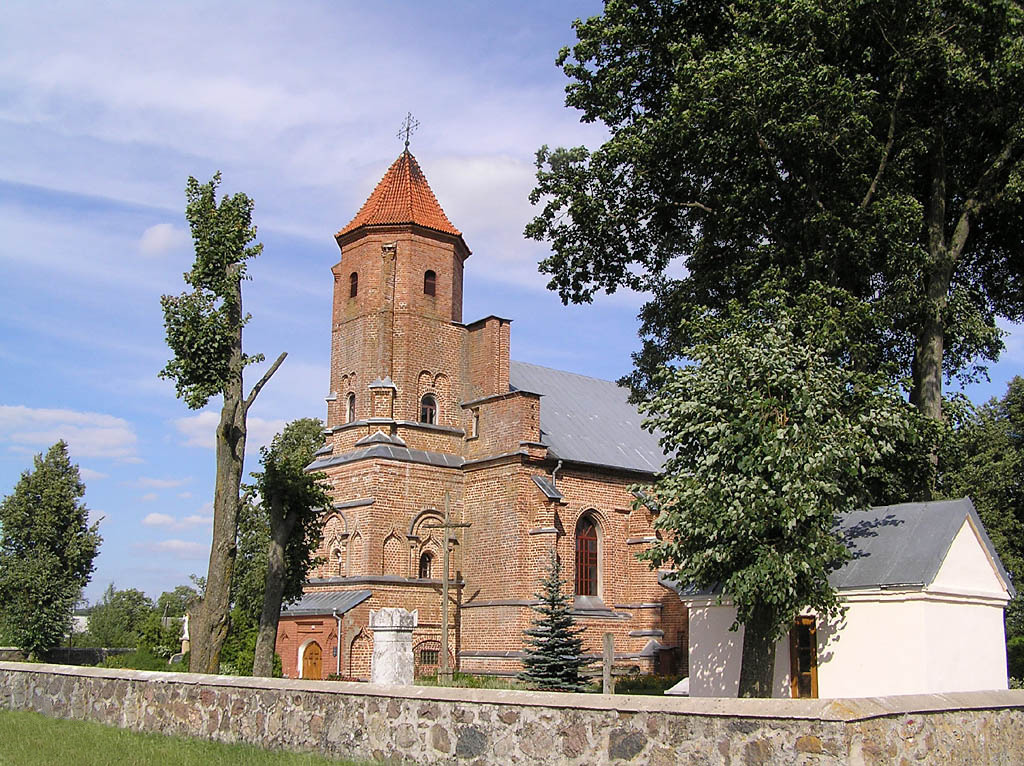
Ze strony ulicy
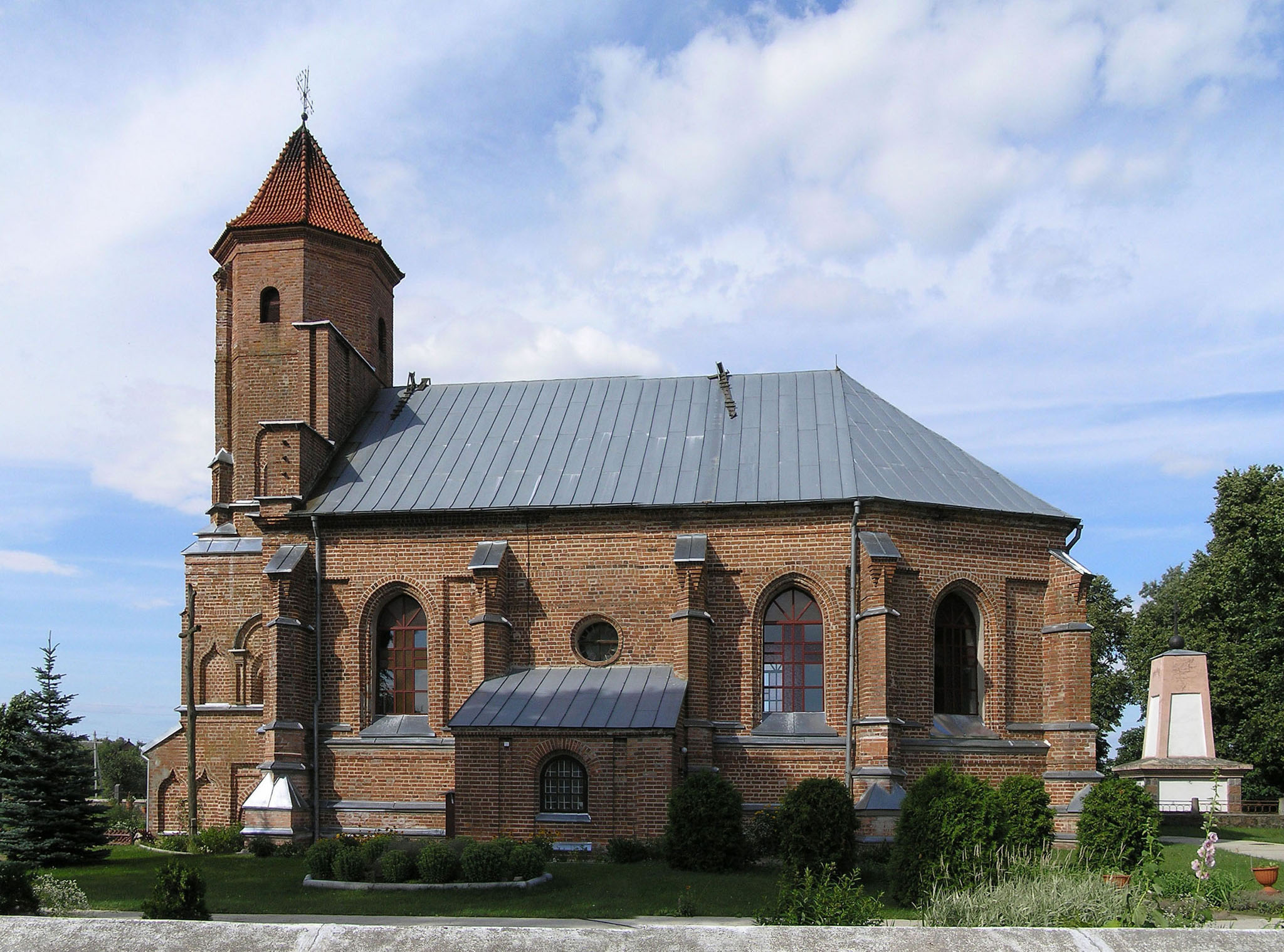
Ściana boczna